# SiteGround
SiteGround es una empresa de alojamiento web, fundada en 2004 en Sofía, Bulgaria. A partir de enero de 2020, brinda alojamiento para aproximadamente 2 000 000 de dominios en todo el mundo. Proporciona alojamiento compartido, alojamiento en la nube, soluciones empresariales, alojamiento de correo electrónico y registro de dominios. En 2019, la empresa empleó a unas 500 personas. Tiene oficinas en Sofía, Plovdiv, Stara Zagora y Madrid.

## Historia
SiteGround fue fundado en 2004 en Sofía por unos amigos universitarios. En enero de 2015, Joomla se asoció con SiteGround para ofrecer sitios web gratuitos alojados en Joomla.com.

## Infraestructura y configuración del servidor
Según el sitio web de la empresa, en mayo de 2020 tenía 6 centros de datos en 6 países: Estados Unidos, Países Bajos, Reino Unido, Alemania, Australia y Singapur. SiteGround ejecuta CentOS, Apache, Nginx, MySQL, PHP, WHM y su panel de control desarrollado internamente: Site Tools en sus servidores. SiteGround utiliza unidades de estado sólido para almacenar datos.